# Sindangkarya (Kutawaluya)
Sindangkarya is een bestuurslaag in het regentschap Karawang van de provincie West-Java, Indonesië. Sindangkarya telt 3033 inwoners (volkstelling 2010).